# Nagbingou (Manni)
Pour les articles homonymes, voir Nagbingou.
Ne doit pas être confondu avec Nagbingou (Nagbingou).
Nagbingou est une commune rurale située dans le département de Manni de la province de la Gnagna dans la région de l'Est au Burkina Faso.

## Géographie
Nagbingou est situé à environ 7 km au Nord-Ouest de Manni, chef-lieu du département, et à 1 km à l'Ouest de Dakiri. La commune est traversée par la route nationale 18.

## Économie
L'économie de la commune est liée aux importantes exploitations agricoles, de la zone de Siédougou, permises grâce à l'irrigation fournie par le barrage en remblai réalisé entre Tambidi et Lipaka en amont sur la rivière Gouaya.

## Santé et éducation
Le centre de soins le plus proche de Nagbingou est le centre de santé et de promotion sociale (CSPS) de Dakiri.